# NGC 6271
NGC 6271 ist eine 14,6 mag helle linsenförmige Galaxie vom Hubble-Typ S0 im Sternbild Herkules und etwa 478 Millionen Lichtjahre von der Milchstraße entfernt.
Sie wurde am 28. Juni 1864 von Albert Marth entdeckt.